# Best of Hannah Montana
Best Of Hannah Montana —en español: Lo Mejor de Hannah Montana— es un álbum recopilatorio del personaje ficticio Hannah Montana. El álbum fue lanzado el 8 de agosto de 2011 en el Reino Unido
El álbum fue lanzado por Walt Disney Records, el 5 de agosto de 2011 en el Reino Unido.

## Canciones
| Edición estándar |                                           | |          |  |
| N.º              | Título                                    | Escritor(es)                                                                                                | Duración |  |
| 1.               | «The Best of Both Worlds»                 | Matthew Gerrard, Robbie Nevil                                                                               | 2:55     |  |
| 2.               | «If We Were a Movie»                      | Jeannie Lurie, Holly Mathis                                                                                 | 3:03     |  |
| 3.               | «Who Said»                                | Gerrard, Nevil, Jay Landers                                                                                 | 3:16     |  |
| 4.               | «Rock Star»                               | Aristedis Archoritis, Jeannie Lurie, Chen Neeman                                                            | 2:59     |  |
| 5.               | «Nobody's Perfect»                        | Gerrard, Nevil                                                                                              | 3:22     |  |
| 6.               | «Let's Get Crazy»                         | Colleen Fitzpatrick, Michael Kotch, Dave Derby, Michael "Smidi" Smith, Stefanie Ridel, Mim Nervo, Liv Nervo | 3:22     |  |
| 7.               | «He Could Be the One»                     | Kara DioGuardi, Mitch Allan                                                                                 | 3:01     |  |
| 8.               | «I Wanna Know You» (con David Archuleta)  | Lurie, Neeman, Archontis                                                                                    | 2:48     |  |
| 9.               | «Ice Cream Freeze (Let's Chill)»          | Gerrard, Nevil                                                                                              | 3:09     |  |
| 10.              | «Supergirl»                               | Dan James, DioGuardi                                                                                        | 2:56     |  |
| 11.              | «Ordinary Girl»                           | Toby Gad, Arama Brown                                                                                       | 2:59     |  |
| 12.              | «Que Sera»                                | Gad, BC Jean, Denise Rich                                                                                   | 3:00     |  |
| 13.              | «Wherever I Go»                           | Adam Watts, Andy Dodd                                                                                       | 3:32     |  |
| 14.              | «Are You Ready» (Soul Seekerz Radio Edit) | Gad, Jean, Lyrica Anderson                                                                                  | 3:55     |  |
| 43:00            |                                           | |          |  |

## Certificaciones
| País        | Organismo certificador | Certificación | Ventas certificadas | Ref.  |
| Reino Unido | BPI                    | Plata         | 60 000              | [ 1 ] |